# Patricia Todd (Politikerin)

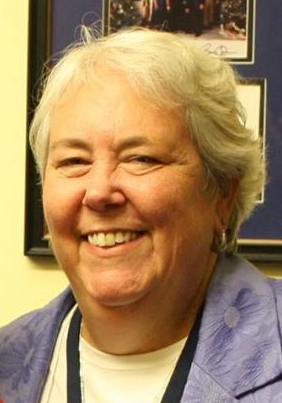

Patricia Todd (* 25. Juli 1955 in Richmond, Madison County, Kentucky) ist eine US-amerikanische Politikerin der Demokratischen Partei.

## Leben
Todd studierte an der University of Kentucky und an der University of Alabama at Birmingham. Sie ist seit dem 8. November 2006 Abgeordnete im Repräsentantenhaus von Alabama für den 54. Distrikt in Birmingham. 2010 wurde sie als Abgeordnete wiedergewählt. Todd lebt in Birmingham.